# Парламентские выборы в Сахарской Арабской Демократической Республике (2008)
Выборы в Сахарский национальный совет прошли с 17 по 19 февраля 2008 года. Более 126 кандидатов боролись за 53 места в Совете, который является однопалатным законодательным органом частично признанной Сахарской Арабской Демократической Республики (САДР). Он избирался сроком на три года. 
Выборы проводились только в так называемой Свободной зоне, а также в лагерях сахарских беженцев в Алжире. Остальная часть Западной Сахары находится под фактическим управлением Королевства Марокко. Согласно Конституции САДР, обновление Совета произошло после того, как предыдущий Совет был распущен после 12-го Конгресса Фронта ПОЛИСАРИО, который состоялся двумя месяцами ранее, с 14 по 21 декабря 2007 года. 
Впервые было избрано 61,53 % депутатов. Доля молодёжи в новом Совете составила 57,67 %, а женщины получили 34,61 % мест, отчасти благодаря системе квот. 27 февраля 2008 года Махфуд Али Бейба был переизбран спикером (президентом) Совета.